# 후지토정
후지토정(藤戸町)은 오카야마현 고지마군에 존재했던 촌이다. 1889년에 후지토촌이 성립하여 1915년에 정으로 변경되었다가 1954년 12월 1일에 구라시키시에 편입하였다. 현재의 구라시키시 후지토 지역에 해당한다.

## 역사
- 1184년(겐랴쿠 원년) - 겐페이 전투·후지토 전투가 일어난다.
- 1603년(게이초 8년) - 이케다 다다쓰구가 28만석으로 오카야마에 입봉, 오카야마 번 이케다가의 지배지가 되었다.
- 1639년(간에이 16년) - 일국일성령에 의해 시모쓰이 성이 폐성되어 죠다이·이케다 요시나리가 천성 진옥을 갖추어 고지마군을 지배하게 되었다.
- 1889년 6월 1일 - 시정촌 시행에 의해 후지토촌이 발족하였다.
- 1915년 11월 10일 - 정으로 승격해 후지토정이 되었다.
- 1954년 12월 1일 - 구라시키시 (초대)에 편입, 동일 후지토정은 폐지되었다.

## 교통

### 철도
- 시모쓰이 전철선

## 참고문헌
- 『藤戸町誌』復刻版 2008年 藤戸史跡保存会発行
- 藤戸町誌編集委員会『藤戸町誌』昭和30年発行